# John Sung
Ju-Un Sung Shang Chieh (chinois traditionnel : 宋尙節 ; chinois simplifié : 宋尚节 ; pinyin : Song Shangjie), né le 27 septembre 1901 et décédé le 18 août 1944, est un prédicateur chinois qui a joué un rôle important dans le mouvement de Réveil parmi les Chinois de Chine continentale, de Taïwan et de tout le Sud-Est asiatique, durant les années 1920 et 1930.

## Biographie

### Enfance et adolescence
John Sung est né dans une famille très modeste du village de Hong Chek, préfecture de Hinghwa (aujourd’hui Putian), dans la province chinoise méridionale du Fujian. 
Son père, pasteur de l’église méthodiste, et sa mère, simple ouvrière dans la ferme de ses parents, avaient déjà cinq enfants à nourrir aussi la naissance de John ne fut-elle pas très bien accueillie, d’autant que l’aspect physique de l’enfant ne répondait pas aux standards du Chinois classique ; il avait en effet une tête assez bizarre, avec un font démesurément grand et, de plus, il était assez noir de peau.  John Sung fut prénommé Ju-Un, qui signifie « Grâce divine », car c’était le premier enfant né après la conversion du père. Par le choix de ce prénom, il entendait le consacrer au service de Dieu.
En 1907, le pasteur Sung fut nommé à l’école biblique méthodiste de Hinghwa où toute la famille le suivit. John, qui avait alors six ans, fréquenta l’école de la mission où il montra rapidement d'étonnantes capacités intellectuelles et un grand intérêt pour l’étude de la Bible. Il avait néanmoins un caractère extrême colérique et se heurtait souvent à ses frères et à son père qui le châtiait à coups de bambou ; têtu, il ne pleurait jamais et c’est souvent son père  qui pleurait après ces querelles. 

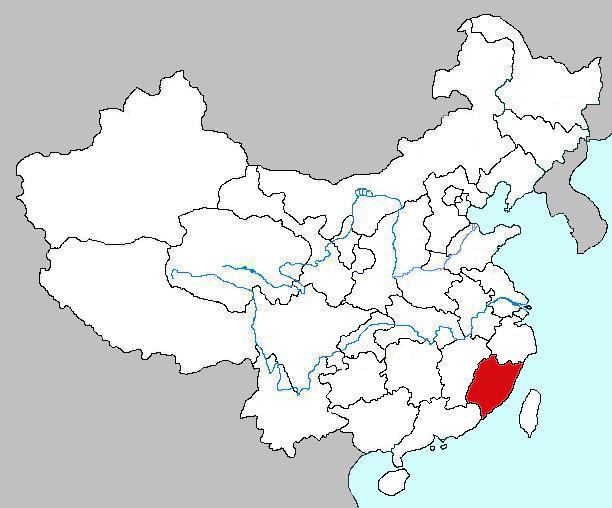
Situation de la province du Fujian.

Il semblerait que John Sung ait consacré sa vie à Christ lors d'un puissant mouvement de Réveil qui secoua l'église chrétienne d'Hinghwa en 1910, à la suite d'une prédication sur le thème «Jésus dans le jardin de Gethsémané ». Cependant John Sung disait lui-même que sa conversion n'avait eu lieu que des années plus tard en Amérique, après qu'il eut traversé une profonde crise spirituelle. 

Toujours est-il qu'à partir de 1913 il commença à aider son père dans son ministère, ce qui lui valut le surnom de « petit pasteur ». Il ne s'agissait pas d'une simple assistance à l'occasion des différentes réunions dans l'église locale et dans les villages avoisinants mais d'une activité à temps plein, au même titre que les autres pasteurs desservant la paroisse. Son père ne croyait cependant pas sa vocation aussi l'incita-t-il à passer le concours d'entrée à l'école navale de Fou-Tcheou (Fuzhou)  auquel il échoua d'ailleurs. 

John Sung poursuivit donc ses études à Hinghwa, ne participant même pas aux nombreuses manifestations anti-japonaises qui secouaient alors le pays à la suite des revendications territoriales du Japon en Chine (Les Vingt et une demandes). Il se souciait peu des marques d'ostracisme qui le frappaient en raison de son manque de patriotisme apparent car il pensait qu'il servait mieux son pays en travaillant. Cependant, et pour des raisons que l’on ignore, il renonça à présenter le concours d’entrée à l’Université Ginling de Nankin (Nanjing), alors qu'il était prêt à y aller. Il resta donc à Hinghwa, poursuivant ses tournées d’évangélisation et devenant même sous-directeur du journal Revival.

### Études et formation aux États-Unis
Un jour de 1919, John Sung annonça soudainement à son père qu’il avait décidé d’aller faire ses études aux États-Unis. En effet, une missionnaire américaine en poste à Pékin avec laquelle il était en correspondance lui avait proposé de faciliter son inscription à l’Université Wesleyenne de l’Ohio. Sa famille n’avait pas d’argent pour financer le voyage mais ses amis se cotisèrent et lui offrirent 500$ chinois, une somme importante en raison du taux de change favorable à l’époque avec le dollar américain.

#### Études scientifiques
John Sung quitta Shanghai le 2 mars 1920 et arriva à San Francisco le 22 du même mois. 
Arrivé à Delaware (Ohio), il s’inscrivit à l’université et chercha des petits boulots pour financer son séjour. C’était un étudiant brillant, travailleur et ambitieux. Après des tâtonnements initiaux dus à son appétit effréné d’apprendre, il s’orienta finalement vers des études de théologie, de mathématiques et de chimie, son domaine de prédilection. En 1923, malgré des ennuis de santé constants, il obtint son diplôme de bachelier avec des notes sidérantes, surtout en physique et en chimie.
Ces résultats hors du commun lui valurent d’être approché par l’Université du Minnesota, qui lui offrit un poste bien rémunéré d’assistant, et même par Harvard qui lui proposait 1000$ par an s’il acceptait d’étudier la médecine chez eux. 
Il opta finalement pour des études de chimie à l’Université d’État de l’Ohio à Columbus où il obtint, en 1924, la maîtrise de chimie puis, en 1926, le doctorat. Il reçut encore une fois de nombreuses propositions d'emploi, aux États-Unis, en Chine et même en Allemagne car il avait appris l’allemand et le français afin de pouvoir lire les ouvrages spécialisés publiés dans ces langues ; il convient de préciser que John Sung était spécialisé dans la chimie des explosifs, ce qui était de nature à intéresser de nombreuses puissances militaires. 
John Sung se savait cependant appelé par Dieu à Son service aussi renonça-t-il à ses perspectives de carrière pour entrer à l'Union Theological Seminary de New York.

#### De brèves études théologiques
John Sung entra à l'Union Theological Seminary à l’automne 1926. Il fut très rapidement déçu car ce séminaire enseignait une théologie libérale très éloignée de ce qu’il avait entendu auparavant : l’approche de la Bible était essentiellement philosophique, tout était analysé à la lumière de la raison humaine, Jésus-Christ présenté comme un simple modèle à imiter, la subsidiarité de Sa mort et de Sa résurrection étant même niées. 

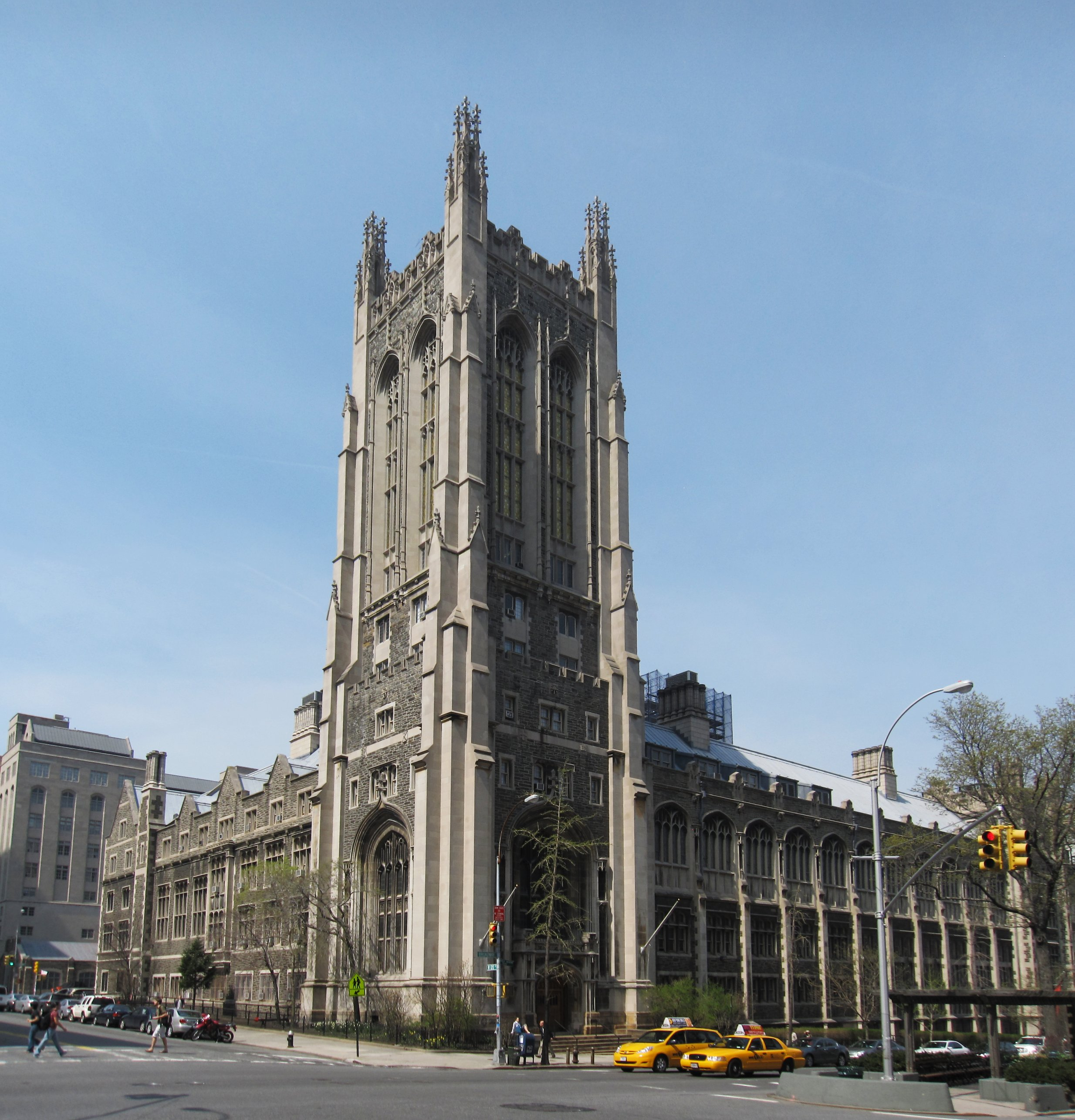
L'Union Theological Seminary de New-York.

Dans cette ambiance John Sung se mit à perdre progressivement la foi et il se tourna vers les philosophies d’Asie, le bouddhisme et le taoïsme. Il était cependant toujours à la recherche de la vérité, poursuivait assidûment ses études et fréquentait certaines assemblées dans les milieux évangéliques, mais sans trouver de véritable réponse à son anxiété spirituelle. Il persévérait aussi dans la prière et, dans la soirée du 10 février 1927 il expérimenta la véritable conversion. Le Saint Esprit lui ouvrit les yeux et il vit son état de pécheur. Il continua à pleurer et prier jusqu'à minuit, puis il lui sembla entendre une voix qui lui disait, « Fils, tes péchés te sont pardonnés » et le lourd fardeau de sa culpabilité parut tout à coup rouler de ses épaules. 
Peu de temps après, et malgré cette profonde expérience de conversion, il tomba dans une grave dépression nerveuse, sans doute la conséquence de sept années d’intense travail intellectuel et de stress. Les autorités du séminaire le firent examiner par un psychiatre qui demanda son internement dans un hôpital psychiatrique.
Au bout de six semaines ils refusèrent de le laisser sortir comme prévu aussi, ayant réagi très violemment, il fut placé dans le secteur des individus dangereux dont il s’échappa. Repris, il resta pendant près de six mois dans cet établissement, consacrant l’essentiel de son temps à la prière et à l’étude de la Bible qu’il lut quarante fois. Les autorités de l’asile ne voulaient cependant pas le laisser sortir et ce n’est que sur l’intervention du consul de Chine qu’il fut libéré, mais à condition qu’il ne reste pas aux États-Unis qu’il quitta finalement le 4 octobre 1927 pour Shanghai.

### Retour en Chine et début de son ministère
John Sung avait l’intention bien arrêtée de consacrer sa vie à l’annonce de la parole de Dieu et il n’envisageait donc aucunement de mettre à profit les diplômes obtenus aux États-Unis. Un jour, alors que le navire s’approchait des côtes chinoises, il jeta tous ses diplômes à la mer, à l’exception de son doctorat de chimie, essentiellement afin de le montrer à son père.
Débarqué à Shanghai, la première chose qu’il fit fut d’abandonner ses vêtements européens et de se vêtir comme un Chinois puis il retourna chez ses parents, à Hinghwa, où il reçut un accueil digne d’un docteur en chimie. Son père fut cependant très rapidement déçu car il comprit que son fils n’avait pas l’intention de chercher un emploi lucratif qui pourrait aider la famille mais qu’il voulait se consacrer à l’œuvre de Dieu dans sa province natale. En fils respectueux de la famille et des coutumes, John accepta néanmoins de se marier avec la fille choisie par ses parents qui, curieusement, n’était même pas chrétienne. 
Il accepta également les propositions de l’école méthodiste d’Hinghwa de donner deux fois par semaine des cours de théologie et de chimie, mais il consacrait l’essentiel de son temps à annoncer l’Évangile dans les villes et villages de son pays natal, ne s’exprimant que dans la langue locale, le Min-nan. Telle fut sa vie jusqu’en 1930, date à laquelle une rencontre allait faire évoluer son ministère. 
Cette année en effet, l’évêque méthodiste de Fou-Tcheou (Fuzhou) lui demanda de se rendre à Tienghsien, près de Pékin, afin d’étudier les nouvelles méthodes d’évangélisation qu’y pratiquait depuis peu le pasteur James Yen. Sur le chemin, il s’arrêta à Shanghai et voulut prendre contact avec l’école de la mission Bethel. Cette rencontre allait déboucher sur une fructueuse collaboration pendant  trois années.

### L’engagement avec le Groupe Bethel
La mission Béthel était dirigée par deux Chinoises, Jenny Hughes et Mary Stone, cette dernière étant une ancienne étudiante en médecine de l’université du Michigan et futur fondatrice de la Croix Rouge chinoise. 
Elle connaissait déjà John Sung de réputation par le témoignage de Ji Zhiwen (Andrew Gih), un ancien étudiant de l’école Bethel, devenu ensuite évangéliste, qui avait fondé en 1925, le groupe Bethel d’évangélisation (Bethel Worldwide Evangelistic Band).

John Sung fut donc bien accueilli à la mission Béthel et on lui proposa même de faire partie du groupe d’évangélisation, ce qu’il accepta définitivement en 1931, après quelques hésitations et après avoir achevé ses tournées d’évangélisation déjà programmées. 
Avec le groupe Béthel, accompagné d’Andrew Gih et d’autres jeunes missionnaires, il se rendit en Mandchourie puis ils parcoururent à peu près toute la Chine, de la Chine du Sud (1931-1932) à la Chine du Nord (1932-1933). Leur témoignage fut la source d’un profond mouvement de réveil et de conversion dans toutes les villes où ils passèrent. 
Les dirigeants de Béthel exerçaient un strict contrôle des activités du groupe, notamment sur l’organisation des tournées d’évangélisation. Il est évident que cette tutelle ne convenait pas beaucoup à un homme aussi indépendant et fantasque que John Sung aussi leurs relations devinrent-elles assez vite conflictuelles. Le groupe éclata définitivement en 1933 alors qu’il se trouvait en mission dans le Hunan, dernière province chinoise à s’être ouverte à l’Évangile. À Changsha, ville dans laquelle Mao Zedong passa une partie de son enfance, un télégramme du quartier général de Bethel à Shanghai leur annonçait la dissolution du groupe Bethel et la création de deux nouveaux groupes, avec d’autres missions.  Andrew Gih accepta cette décision et retourna à Shanghai mais John Sung refusa de s’incliner. 
Il poursuivra désormais un ministère de prédicateur indépendant.

### Son dernier ministère
Après sa rupture avec le groupe Bethel, John Sung reçut de très nombreuses propositions venant d’églises de toute la Chine. Il se lança alors dans de nouvelles campagnes d’évangélisation et de Réveil, ses tournées missionnaires le conduisant dans la plupart des provinces chinoises mais aussi, à partir de 1935, dans plusieurs pays du Sud-Est asiatique : Philippines, Malaisie (Penang, Singapour), Taïwan (alors sous occupation japonaise), Hong-Kong, Thaïlande, Cambodge et, en septembre 1938, en Indochine française, à Vĩnh Long puis à Tourane (Đà Nẵng).

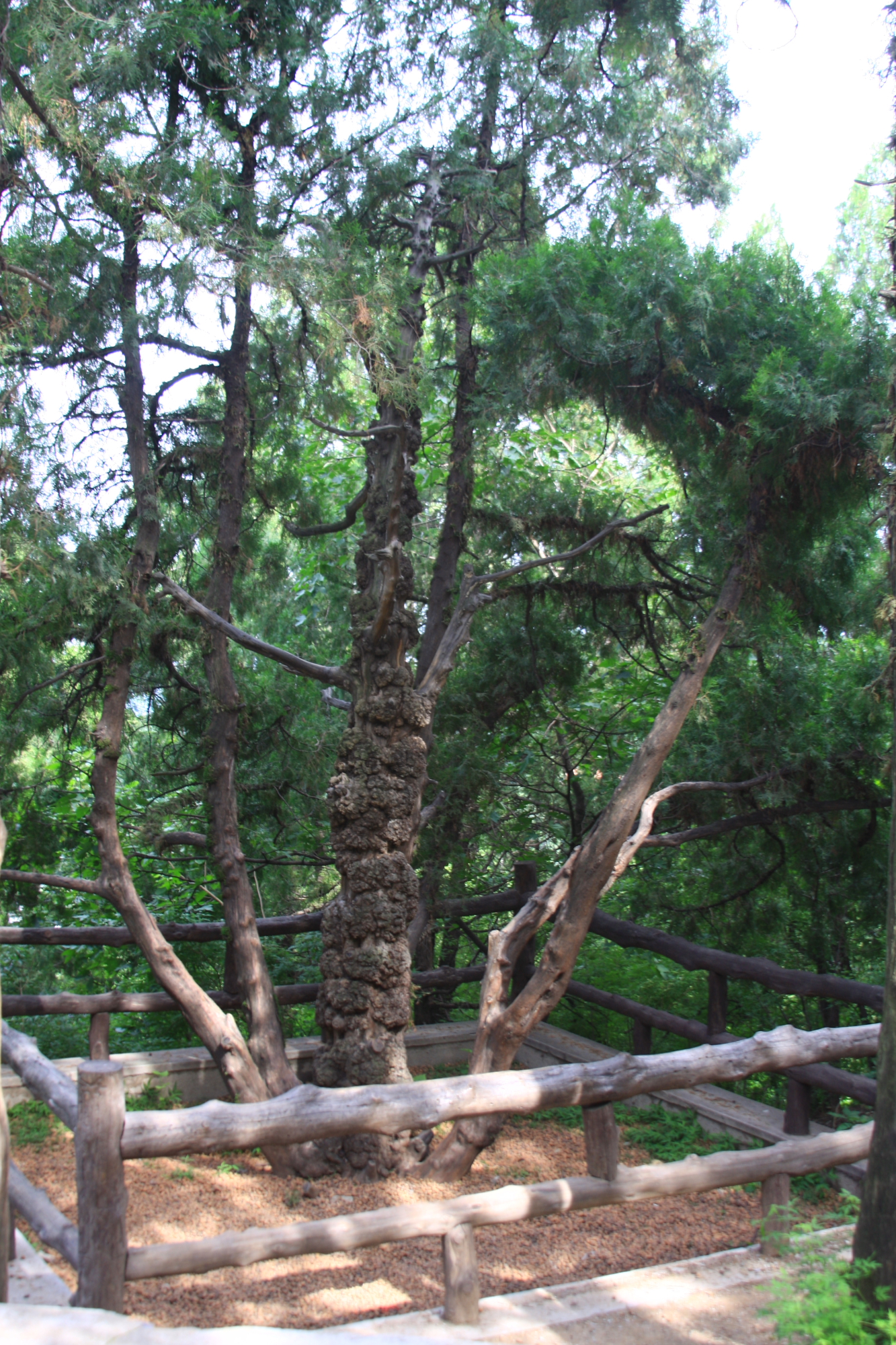
Le parc de Xiangshan ou « Fragrant hills » park dans la banlieue de Pékin.

Une telle activité ne pouvait avoir que des conséquences négatives sur une santé déjà fragile. Fin 1939, alors qu’il se trouvait à Surabaya, John Sung fut contraint de prêcher à genoux tant il était épuisé et, à son retour à Shanghai, début 1940, sa faiblesse générale atteint un point de non retour. Fin novembre, son médecin ordonna son hospitalisation immédiate à l’hôpital de l’université de Pékin ou l’on diagnostiqua un cancer doublé d’une tuberculose. Il fut opéré à deux reprises, d’abord en décembre 1940 puis en janvier 1941, mais les médecins estimèrent que l’opération était trop tardive.
Son état de santé s‘améliora cependant quelque peu et, en juillet, il obtint de pouvoir quitter l’hôpital pour aller se reposer dans une maison située dans les collines occidentales de Pékin, dans le parc de Xiangshan. Là, il eut encore la douleur d’apprendre le décès de son fils Josué à Shanghai mais il eut également la joie de voir venir s’installer sa femme et ses trois filles auprès de lui en août.
Il consacrait son temps à la prière et à l’étude de la Bible tout en organisant, quand il le pouvait, des réunions et des études bibliques à son domicile. Il écrivit aussi à cette époque plusieurs cantiques et des lettres ouvertes aux pasteurs et évangélistes chinois, les pressant à prier sans cesse pour la conversion des cœurs.
Malgré cette amélioration passagère, sa santé ne fit que s’aggraver aussi, en mars 1943, il dut retourner à l’hôpital pour subir une troisième intervention chirurgicale. Celle-ci n’apportant qu’une amélioration passagère, il fut hospitalisé une dernière fois, en août 1944, mais à l’hôpital allemand de la ville cette fois. Opéré le 12, son état se dégrada inexorablement le 16 et il dit alors à sa femme que Dieu lui avait montré qu’il allait mourir. Il tomba dans le coma dans la nuit, mais le lendemain il put chanter quelques strophes de trois cantiques. À minuit, ses derniers mots furent pour sa femme : « N'ayez pas peur. Le Seigneur Jésus est à la porte. Qu'y a-t-il à craindre»? 
Il s’endormit dans la paix du Seigneur le 18 août à 7h du matin et fut enterré le 22, la cérémonie religieuse étant conduite par son épouse et le pasteur Wang Ming-Tao (Wàng Míngdào) fondateur du Christian Tabernacle, le plus grand temple protestant de Chine à l’époque.

## L’héritage de John Sung
John Sung exerça un véritable ministère apostolique, accompagné d'innombrables signes et miracles, mais, contrairement à Watchman Nee, par exemple, il est moins connu, même en Chine, peut-être parce qu’il n’a pas laissé de nombreux écrits. Beaucoup de Chinois du Sud-Est asiatique savent pourtant encore que la conversion de leur famille au christianisme est le résultat direct des « graines semées » lors des campagnes d’évangélisation de John Sung.

John Sung était totalement engagé dans son ministère et il a renoncé à une carrière brillante dans les affaires ou à l’université pour proclamer le royaume de Dieu ; sans cesse en déplacement, il a sacrifié sa vie, sa santé et même sa famille.
Il n’a pas été un pasteur responsable d’une église ni même un véritable évangéliste mais plutôt un « revivaliste » ; sa mission était de dénoncer le péché dans les églises établies et il n’a jamais hésité à prêcher la conversion des chrétiens avec la plus extrême vigueur, parfois peut-être sans beaucoup de tact. Il pourfendait aussi la théologie protestante libérale qui avait failli l’éloigner définitivement de Dieu et dans laquelle il voyait la raison fondamentale de l’affaiblissement de l’Église.
Son discours était très simple, destiné à toucher les âmes et les cœurs plutôt que l’intellect de ses auditeurs. Il ne s’appuyait pas sur les grands auteurs chrétiens pour préparer ses sermons mais seulement sur l’étude personnelle de la Bible et, surtout, sur la prière. John Sung était en effet un homme de prière qui pouvait pratiquer à tout moment. Ainsi, par exemple, il réveilla un jour toute la maison à 4h du matin pour prier avant la réunion qu’il devait présider peu de temps après. L’importance qu’il donnait à la prière d’intercession   était d’ailleurs très connue aussi recevait-il un nombre considérable de lettres de Chinois qui lui demandaient d’intercéder pour eux.
Le style de John Sung était très particulier. Il se distinguait déjà des autres prédicateurs chinois par le port constant du vêtement traditionnel et il ne s’adressait à son auditoire que dans la langue de sa province natale, ce qui rendait obligatoire la présence d’un interprète lorsqu’il était en mission dans d’autres provinces.
John Sung était exubérant et de nature très démonstrative. Ainsi, il n’hésitait pas à parcourir les rangs de l’assemblée des fidèles pour les admonester, s’adressant parfois directement à l'un d'entre eux pour lui reprocher un comportement, de la part du Seigneur.  
Aujourd’hui, John Sung est parfois critiqué, surtout en raison d’un comportement jugé extravagant ou, du moins, peu conforme à celui du ministre protestant traditionnel. Il est cependant considéré de façon quasi unanime, comme l’un des « plus grands » évangélistes chinois des années trente, au moins l’égal d’un Watchman Nee, d’un Wang Ming-Dao ou d’un David Yang.